# Gerhard Lindemann
Gerhard Heinrich Lindemann (2 de agosto de 1896 - 28 de abril de 1994) fue un general alemán (Generalmajor) en la Wehrmacht durante la II Guerra Mundial, condecorado con la Cruz de Caballero de la Cruz de Hierro concedida por la Alemania Nazi por un liderazgo militar con suceso.
Lindemann se rindió al Ejército Rojo en el curso de la Ofensiva soviética de Lvov-Sandomierz de julio de 1944. Condenado como criminal de guerra en la Unión Soviética, fue retenido hasta 1955.

## Condecoraciones
- Cruz de Hierro (1914) 2ª Clase (5 de octubre de 1915) & 1ª Clase (25 de abril de 1918)[1]
- Cruz de Honor 1914-1918
- Broche de la Cruz de Hierro (1939) 2ª Clase & 1ª Clase (10 de junio de 1940)[1]
- Cruz Alemana en Oro el 7 de marzo de 1942 como Oberstleutnant en el 216.º Regimiento de Infantería[2]
- Cruz de Caballero de la Cruz de Hierro con Hojas de Roble
  - Cruz de Caballero el 25 de enero de 1943 como Oberst y comandante del 216.º Regimiento de Infantería[3]
  - 580ª Hojas de Roble el 10 de septiembre de 1944 como Generalmajor y comandante en funciones de la 361.ª División de Infantería[4]